# Après l'Incal
Après l’Incal est une série de bande dessinée, la troisième dans la chronologie de L’Incal et publiée par Les Humanoïdes Associés. Après un premier tome dessiné par Mœbius, le scénariste Jodorowsky change d’avis sur l’orientation qu’il veut donner à la série mais le dessinateur « décide de ne pas me suivre dans cette voie “schizophrénomystique” ». Une nouvelle série, Final Incal, raconte les mêmes événements d’un point de vue différent et est publiée en parallèle à partir de 2008.

## Synopsis
Un mystérieux virus métallique dévaste l’immense Cité-Puits et John Difool va devoir se muer en un improbable sauveur de l’humanité.

## Albums
1. Le Nouveau Rêve (novembre 2000) - 56 planches -  (ISBN 2-7316-1425-0)
2. Final Incal (juin 2011) - 62 planches -  (ISBN 978-2-7316-1444-2)
3. Gorgo-le-sale (avril 2014) - 46 planches -  (ISBN 978-2-7316-2417-5)

## Historique de la publication
Le premier tome, contenant le début de l’histoire telle qu’elle était prévue à l’origine, a été redessiné et complété dans Final Incal T. 1. Pour permettre aux lecteurs de connaître les deux approches, la série Après l’Incal n’est pas interrompue et un deuxième tome est publié. Il contient les seize planches dessinées par Ladrönn pour changer la conclusion de la 1re partie, ainsi que les 46 planches à l’identique de Final Incal T. 2.

## Éditeur
- Les Humanoïdes Associés : tomes 1, 2 et 3 (première édition des tomes 1 et 2)